# 197
197 је била проста година.

## Догађаји
- 19. фебруар – Император Септимије Север је поразио узурпатора Клодија Албина у бици код Лунгдунума.

- Септимије Север се враћа у Рим и наређује погубљење око 30 Албинових присталица у Сенату. Након победе, проглашава се усвојеним сином покојног Марка Аурелија.
- Септимије Север формира нове поморске јединице, попуњавајући све триреме у Италији тешко наоружаним трупама за рат на Истоку. Његови војници се укрцавају на вештачки канал између Тигра и Еуфрата.
- Римска војска маршира на исток како би одбила Партску инвазију на Месопотамију; пљачкају краљевску палату у Ктесифону и заробљавају огроман број њених становника као робове. Септимије Север поново успоставља провинцију Месопотамију под коњичким гувернером који командује двема легијама.
- Битка код Ванченга: Џанг Сју покреће изненадни напад на Цао Цао.
- Јуан Шу се проглашава царем краткотрајне династије Џонг.
- Сансанг постаје владар корејског краљевства Когурјео.
- Објављено је Галеново главно дело о лековима, Фармакологија.
- У Едеси је одржан хришћански сабор.